# Liste der Schiffe der United States Navy/R

## R-Ra
- USS R-1 (SS-78)
- USS R-2 (SS-79)
- USS R-3 (SS-80)
- USS R-4 (SS-81)
- USS R-5 (SS-82)
- USS R-6 (SS-83)
- USS R-7 (SS-84)
- USS R-8 (SS-85)
- USS R-9 (SS-86)
- USS R-10 (SS-87)
- USS R-11 (SS-88)
- USS R-12 (SS-89)
- USS R-13 (SS-90)
- USS R-14 (SS-91)
- USS R-15 (SS-92)
- USS R-16 (SS-93)
- USS R-17 (SS-94)
- USS R-18 (SS-95)
- USS R-19 (SS-96)
- USS R-20 (SS-97)
- USS R-21 (SS-98)
- USS R-22 (SS-99)
- USS R-23 (SS-100)
- USS R-24 (SS-101)
- USS R-25 (SS-102)
- USS R-26 (SS-103)
- USS R-27 (SS-104)
- USS R. B. Forbes
- USS R. E. & A. H. Watson
- USS R. E. Lee
- USS R. R. Cuyler (1860)
- USS R. W. Wilmot
- USS Raazoo
- USS Rabaul (CVE-121)
- USS Raboco
- USS Raby (DE-698)
- USS Raccoon
- USS Raccoon River
- USS Racehorse
- USS Racer
- USS Rachel Seaman
- USS Racine (, LST-1191)
- USS Radcliffe
- USS Radford (DD-120, DD-446)
- USS Radiant
- USS Radnor
- USS Raeo
- USS Rafael Peralta (DDG-115)
- USS Rail
- USS Rainbow (AS-7)
- USS Rainier (, AOE-7)
- USS Rainy River
- USS Rajah
- USS Raleigh (1776, C-8, CL-7, LPD-1)
- USS Rall
- USS Ralph Johnson (DDG-114)
- USS Ralph Talbot (DD-390)
- USS Ramage (DDG-61)
- USS Ramapo (AO-12)
- USS Rambler
- USS Ramona
- USS Rampart
- USS Ramsay (DD-124)
- USS Ramsden (DER-382)
- USS Ramsey (FFG-2)
- USS Randall (APA-224)
- USS Randolph (1776, CV-15/CVA-15/CVS-15)
- USS Randwijk
- USS Ranee
- USS Range Recoverer
- USS Range Sentinel (AGM-22)
- USS Range Tracker
- USS Ranger (1777, 1814, 1814, 1876, 1917, 1918, CC-4, CV-4, CVA-61)
- USS Rankin (LKA-103)
- USS Ransom
- USS Ransom B. Fuller
- USS Rapidan
- USS Rapido
- USS Rappahannock (, AO-204)
- USS Raritan (1843, WYT-93, LSM-540)
- USS Rasher (SS-269)
- USS Rathburne (DD-113, FF-1057)
- USS Raton (AGSS-270)
- USS Rattler
- USS Rattlesnake
- USS Ravager
- USS Raven (1813, AM-55, MHC-61)
- USS Raven III
- USS Rawlins
- USS Ray (SS-271, SSN-653)
- USS Ray K. Edwards (APD-96)
- USS Raymon W. Herndon (APD-121)
- USS Raymond (DE-341)
- USS Raymond J. Anderton
- USS Razorback (SS-394)

## Re
- USS Reading (PF-66)
- USS Ready (PG-87)
- USS Reaper (MSO-467)
- USS Reasoner (FF-1063)
- USS Rebecca Sims
- USS Rebel
- USS Reclaimer (ARS-42)
- USS Recovery (ARS-43)
- USS Recruit
- USS Red Cloud (AKR-313)
- USS Red Oak Victory
- USS Red River (LFR-522)
- USS Red Rover
- USS Redbud
- USS Redfin
- USS Redfish (SS-395)
- USS Redhead
- USS Redmil
- USS Rednour (APD-102)
- USS Redpoll (MSCO-57)
- USS Redstart
- USS Redstone (AGM-20)
- USS Redwing
- USS Redwood
- USS Reedbird
- USS Reefer
- USS Reeves (APD-52, CG-24)
- USS Reform
- USS Refresh
- USS Refuge
- USS Regis II
- USS Register (, APD-92)
- USS Regulus (AF-57, AKR-292)
- USS Rehoboth
- USS Reid (DD-21, DD-292, DD-369, FFG-30)
- USS Reign
- USS Reina Mercedes
- USS Reindeer
- USS Release (1855)
- USS Relentless (AGOS-18)
- USS Reliable
- USS Reliance
- USS Relief
- USS Remey (DD-688)
- USS Remlick
- USS Remora (SS-487)
- USS Remus
- USS Renate
- USS Rendova (CVE-114)
- USS Reno (DD-303, CL-96)
- USS Renshaw (1862, DD-176, DD-499)
- USS Rentz (FFG-46)
- USS Renville
- USS Report
- USS Repose (1896, AH-16)
- USS Reposo II
- USS Reprisal (1776, CV-30, CV-35)
- USS Reproof
- USS Republic
- USS Republican River
- USS Repulse
- USS Requin (SS-481)
- USS Requisite
- USS Resaca
- USS Rescue
- USS Rescuer
- USS Resistance
- USS Resolute
- USS Restless
- USS Restorer
- USS Retaliation (1778, 1798)
- USS Retort
- USS Retriever
- USS Reuben James (DD-245, DE-153, FFG-57)
- USS Revenge (1776, 1777, 1804, 1813, 1822, AM-110)
- USS Rexburg
- USS Reybold
- USS Reyner and Son
- USS Reynolds

## Rh-Ri
- USS Rhea
- USS Rhebal
- USS Rhind (DD-404)
- USS Rhode Island (1861, BB-17, SSBN-740)
- USS Rhodes (DER-384)
- USS Rhododendron
- USS Rhodolite
- USS Rice County (LST-1089)
- USS Rich ((DE-695), DD-820)
- USS Richard B. Anderson (DD-786)
- USS Richard B. Russell (SSN-687)
- USS Richard Bulkeley
- USS Richard Caswell
- USS Richard E. Byrd (DDG-23)
- USS Richard E. Kraus (DD-849)
- USS Richard G. Matthiesen (AOT-1124)
- USS Richard L. Page (FFG-5)
- USS Richard M. Rowell
- USS Richard P. Leary (DD-664)
- USS Richard Peck
- USS Richard Rush
- USS Richard S. Bull
- USS Richard S. Edwards (DD-950)
- USS Richard Vaux
- USS Richard W. Suesens (DE-342)
- USS Richey
- USS Richfield
- USS Richland
- USS Richmond (1798, 1860, CL-9)
- USS Richmond K. Turner (CG-20)
- USS Ricketts (DE-254)
- USS Rickwood
- USS Riddle
- USS Ridgway
- USS Riette
- USS Rigel (, AF-58)
- USS Right
- USS Rijndam
- USS Rijnland
- USS Riley (DE-579)
- USS Rin Tin Tin
- USS Rincon (AOG-77)
- USS Rinehart
- USS Ringgold (DD-89, DD-500)
- USS Ringness (LPR-100)
- USS Rio Bravo
- USS Rio de la Plata
- USS Rio Grande
- USS Ripley
- USS Ripple
- USS Risk
- USS Rival
- USS Rivalen
- USS Rivera
- USS Riverhead
- USS Riverside
- USS Rixey
- USS Rizal
- USS Rizzi (DE-537)

## Ro
- USS Road Runner
- USS Roamer
- USS Roanoke (1814, 1855, 1917, PF-93, CL-114, CL-145, AOR-7)
- USS Roark (FF-1053)
- USS Robalo (SS-273)
- USS Robert A. Owens (DD-827)
- USS Robert Brazier
- USS Robert Center
- USS Robert D. Conrad (AGOR-3)
- USS Robert E. Lee (SSBN-601)
- USS Robert E. Peary (FF-1073)
- USS Robert F. Keller (DE-419)
- USS Robert G. Bradley (FFG-49)
- USS Robert H. McCard (DD-822)
- USS Robert H. McCurdy
- USS Robert H. Smith (MMD-23)
- USS Robert I. Paine
- USS Robert K. Huntington (DD-781)
- USS Robert L. Barnes
- USS Robert L. Wilson (DD-847)
- USS Robert M. Thompson
- USS Robert Smith (DD-324)
- USS Roberts
- USS Robin
- USS Robin Hood
- USS Robinson (DD-88, DD-562)
- USS Robison (DDG-12)
- USS Rochambeau
- USS Roche
- USS Rochester (CA-2, CA-124, )**
- USS Rock
- USS Rockaway
- USS Rockbridge
- USS Rockdale
- USS Rocket
- USS Rockford
- USS Rockingham (LPA-229)
- USS Rockport
- USS Rockville
- USS Rockwall (LPA-230)
- USS Rocky Mount
- USS Rod
- USS Rodgers (1879, TB-4, DD-254)
- USS Rodman (DD-456)
- USS Rodney M. Davis (FFG-60)
- USS Rodolph
- USS Roe (DD-24, DD-418)
- USS Roebuck
- USS Roepat
- USS Rogday
- RV Roger Revelle (AGOR-24)
- USS Rogers (DD-876)
- USS Rogers Blood (APD-115)
- USS Roi (CVE-103)
- USS Rolette
- USS Rolf (DE-362)
- USS Rolla
- USS Roller
- USS Rolling Wave
- USS Rollins
- USS Romain
- USS Roman
- USS Rombach
- USS Romeo
- USS Rommel (DDG-30)
- USS Romulus
- USS Ronaki
- USS Ronald Reagan (CVN-76)
- USS Roncador (AGSS-301)
- USS Rondo
- USS Rondout
- USS Ronquil
- USS Rooks (DD-804)
- USS Roosevelt (1905, DDG-80)
- USS Roper (DD-147/APD-20)
- USS Roque (AG-137)
- USS Rosa (SP-757)
- USS Rosal (YFB-681)
- USS Rosalie (1863)
- USS Rose (1863, 1916)
- USS Rose Knot (AGM-14)
- USS Rose Mary (SP-1216)
- USS Rosedale (SP-3079)
- USS Roselle (SP-350, MSF-379)
- USS Rosewood (YN-26)
- USS Ross (DD-563, DDG-71)
- USS Rotanin (AK-108)
- USS Rotary (YO-148)
- USS Roustabout (YO-53)
- USS Rowan (TB-8, DD-64, DD-405, DD-782)
- USS Rowe (DD-564)
- USS Roxane (AKA-37)
- USS Roy O. Hale (DER-336)
- USS Royal (AMc-102)
- USS Royal Palm (YN-69)
- USS Royal Savage (1775)
- USS Royone (IX-235)
- USS Royston (YFB-44)

## Ru-Ry
- USS Ruby (PY-21)
- USS Ruchamkin (APD-89)
- USS Rudderow (DE-224)
- USS Ruddy (AM-380)
- USS Rudolph Blumberg
- USS Rudyerd Bay (CVE-81)
- USS Ruff (AMc-59, AMS-54)
- USS Ruler
- USS Runels (APD-85)
- USS Runner (SS-275, SS-476)
- USS Rupertus (DD-851)
- USS Rush (SP-712, WSC-151)
- USS Rushmore (LSD-14, LSD-47)
- USS Rushville
- USS Russ
- USS Russell (DD-414, DDG-59)
- USS Russell County (LST-1090)
- USS Russell M. Cox
- USS Rutilicus (AK-113)
- USS Rutland (APA-192)
- USS Rutoma (SP-78)
- USS Ryer (AG-138)